# Duca d'Aosta
Duca d'Aosta è un titolo nobiliare appannaggio di casa Savoia. Nei secoli fu conferito a vari principi della dinastia, normalmente secondogeniti del monarca regnante. Esso può essere paragonato quindi ai titoli di Duca di York, Duca d'Orléans, Duca di Södermanland e Duca d'Albany.
Verso la metà del XIII secolo l'imperatore del Sacro Romano Impero, Federico II di Svevia, fece della Contea di Aosta un ducato;  le sue armi vennero trasportate nello stemma sabaudo fino all'unità d'Italia nel 1870. La regione rimase parte delle terre sabaude, ad eccezione dell'occupazione francese, tra il 1539 e il 1563. 
Il principe Amedeo di Savoia-Aosta, il secondo figlio di re Vittorio Emanuele II di Savoia, è stato il primo Duca d'Aosta che ha avuto eredi maschi cui trasmettere il titolo. I titoli sussidiari del Duca d'Aosta sono, tramite le nozze del duca Amedeo con Maria Vittoria dal Pozzo della Cisterna, principe della Cisterna e di Belriguardo, marchese di Voghera e conte di Ponderano. Il titolo di Ponderano è stato creato nel 1559, di Voghera nel 1618, di Cisterna e Belriguardo nel 1670.

## Duca d'Aosta, prima creazione (1701)
| Immagine | Nome                                 | Note                                       | Stemma |
| -------- | ------------------------------------ | ------------------------------------------ | ------ |
|          | Carlo Emanuele di Savoia (1701-1773) | Nel 1715 viene creato Principe di Piemonte |        |

## Duca d'Aosta, seconda creazione (1723)
| Immagine | Nome                                  | Note                               | Stemma |
| -------- | ------------------------------------- | ---------------------------------- | ------ |
|          | Vittorio Amedeo di Savoia (1723-1725) | Figlio di Carlo Emanuele di Savoia |        |

## Duca d'Aosta, terza creazione (1731)
| Immagine | Nome                                     | Note                               | Stemma |
| -------- | ---------------------------------------- | ---------------------------------- | ------ |
|          | Emanuele Filiberto di Savoia (1731-1735) | Figlio di Carlo Emanuele di Savoia |        |

## Duca d'Aosta, quarta creazione (1738)
| Immagine | Nome                                  | Note                               | Stemma |
| -------- | ------------------------------------- | ---------------------------------- | ------ |
|          | Carlo Francesco di Savoia (1738-1745) | Figlio di Carlo Emanuele di Savoia |        |

## Duca d'Aosta, quinta creazione (1759)
| Immagine | Nome                                    | Note                            | Stemma                                          |
| -------- | --------------------------------------- | ------------------------------- | ----------------------------------------------- |
|          | Vittorio Emanuele di Savoia (1759-1824) | Nel 1802 diviene Re di Sardegna | Stemma di Vittorio Emanuele come Re di Sardegna |

## Duca d'Aosta, sesta creazione (1845)
| Immagine | Nome                                            | Note | Stemma                   |
| -------- | ----------------------------------------------- | --- | ------------------------ |
|          | Amedeo, I duca d'Aosta (1845-1890)              | Figlio del primo re d'Italia Vittorio Emanuele II, fu re di Spagna                                                                      | Stemma dei duchi d'Aosta |
|          | Emanuele Filiberto, II duca d'Aosta (1890-1931) | Figlio del primo duca. | Stemma dei duchi d'Aosta |
|          | Amedeo, III duca d'Aosta (1931-1942)            | Figlio del secondo duca, fu un generale, aviatore e viceré d'Etiopia.                                                                   | Stemma dei duchi d'Aosta |
|          | Aimone, IV duca d'Aosta (1942-1948)             | Figlio del secondo duca, re titolare di Croazia come Tomislavo II                                                                       | Stemma dei duchi d'Aosta |
|          | Amedeo, V duca d'Aosta (1948-2006)              | Figlio del quarto duca, nel 2006 ha ceduto il titolo di duca d'Aosta al figlio, prendendo quello di duca di Savoia (titolo contestato). | Stemma dei duchi d'Aosta |
|          | Aimone, VI duca d'Aosta (2006-2021)             | Figlio del quinto duca. Alla morte del padre (2021) ha assunto il titolo contestato di duca di Savoia                                   | Stemma dei duchi d'Aosta |